# Ranisav Jovanović
Ranisav Jovanović (* 5. November 1980 in Berlin) ist ein ehemaliger deutsch-serbischer Fußballspieler und jetziger Fußballtrainer.

## Karriere
Mit dem Fußballspielen begann Jovanović 1987 beim Spandauer SV, für den er bis Dezember 1998 spielte. Die nächsten Stationen waren Tasmania Neukölln (1998–2000) und Tennis Borussia Berlin (2000–2002). Danach verließ er Berlin und unterschrieb einen Vertrag bei Dynamo Dresden, wo er bis 2004 blieb und Dynamo in der Saison 2003/04 mit seinem Tor zum 1:0 gegen Neumünster zum Aufstieg in die 2. Bundesliga schoss. Danach wechselte er nach Mainz.
Der Stürmer bestritt in der Saison 2004/05 für den 1. FSV Mainz 05 insgesamt 16 Bundesliga-Spiele und ein Spiel im DFB-Pokal. Nachdem Jovanović in der Hinrunde der Saison 2005/06 kaum noch zum Einsatz gekommen war, wechselte er auf Leihbasis bis Ende der Saison zum Zweitligisten LR Ahlen. Nach dem Abstieg des LR Ahlen aus der 2. Bundesliga und seiner Rückkehr nach Mainz galt Jovanović zunächst als Streichkandidat, der nur aufgrund des Stürmermangels beim FSV bleiben durfte. Im Verlauf der Hinrunde 2006/07 erzielte der Angreifer seine ersten beiden Bundesligatore und kam in 26 der 34 Saisonspiele zum Einsatz, musste sich jedoch fast immer mit der Jokerrolle zufriedengeben. Nach dem Abstieg der Mainzer stand Jovanović ebenfalls nur selten in der Anfangsformation. Trotz einer starken Vorbereitung auf die Zweitligasaison 2007/08, in der Jovanović in Testspielen eine gute Leistung zeigte, schaffte er es nicht, diese auch in Punktspielen zu wiederholen. Bei seinen 13 Teileinsätzen gelang ihm kein Tor.
Zur Saison 2008/09 wechselte Jovanović zum damaligen Drittligisten Fortuna Düsseldorf; er unterschrieb einen Zweijahresvertrag. Bei der Fortuna avancierte Jovanović sofort zum Stammspieler und war mit acht Toren in seiner ersten Saison maßgeblich am Aufstieg seines Teams in die 2. Bundesliga beteiligt. Da er auch nach dem Aufstieg weiterhin eine feste Größe war, verlängerte Jovanović Ende Januar 2010 seinen am Ende der Saison auslaufenden Vertrag vorzeitig bis 2012. In der Folgezeit geriet Jovanović jedoch in eine von Verletzungen geprägte Schwächephase, in der er knapp zwei Jahre lang kein Pflichtspieltor erzielte. Diese Serie beendete er im November 2011 mit dem 2:1-Siegtreffer gegen seinen Ex-Club Dynamo Dresden. 
In der Bundesliga-Relegation der Saison 2011/2012 spielte Fortuna Düsseldorf gegen Hertha BSC. Am 15. Mai 2012 erzielte Jovanović im Rückspiel der Relegation den entscheidenden Führungstreffer zum 2:1 für Fortuna Düsseldorf. Kurz vor Schluss hatte Jovanović noch die Möglichkeit zum 3-2, konnte jedoch Hertha-Torhüter Thomas Kraft nicht überwinden. Das Spiel endete 2:2, womit der Aufstieg dennoch perfekt war. Hertha BSC musste absteigen.
Zur Saison 2012/13 wechselte Jovanović ablösefrei zum damaligen Zweitligisten MSV Duisburg. Durch den Zwangsabstieg des MSV wurde sein Vertrag ungültig, sodass er zur Saison 2013/14 zum SV Sandhausen wechselte. Er unterschrieb einen Vertrag bis zum 30. Juni 2015 mit Option auf ein weiteres Jahr, die auch gezogen wurde. Im Sommer 2016 verpflichtete ihn der FSV Frankfurt für zwei Jahre. Nach einem Jahr verließ er den Verein.

## Karriere als Trainer
Ende Oktober 2018 wurde Jovanović Trainer des Oberligisten SC Düsseldorf-West. Nach der Saison 2018/19 stieg er mit der Mannschaft in die Landesliga Niederrhein ab und wurde Ende Juni 2019 durch Marcel Bastians ersetzt.
Anschließend wurde er Verantwortlicher für die Pressearbeit der neu eröffneten Fußballakademie von Paris Saint-Germain in Oberhausen.

## Erfolge
- 2004 Aufstieg in die 2. Bundesliga mit Dynamo Dresden
- 2009 Aufstieg in die 2. Bundesliga mit Fortuna Düsseldorf
- 2012 Aufstieg in die 1. Bundesliga mit Fortuna Düsseldorf